# گلنزویل ووتون
گلنزویل ووتون (به انگلیسی: Glanvilles Wootton) یک روستا و محله مدنی در بریتانیا است که در North Dorset واقع شده‌است. گلنزویل ووتون ۱۹۶ نفر جمعیت دارد.